# Карасук (Республика Алтай)
Карасук — село в Майминском районе Республике Алтай России, входит в Кызыл-Озёкское сельское поселение.

## География
Село расположено к востоку от Горно-Алтайска, на реке Карасук.

## Население
| 2008 | 2009 | 2010 | 2011 | 2012 | 2013 | 2014 |
| ---- | ---- | ---- | ---- | ---- | ---- | ---- |
| 317  | ↗392 | ↘288 | ↗289 | ↗298 | ↗309 | ↗317 |
| 2015 | 2016 |      |      |      |      |      |
| ↗329 | ↗331 |      |      |      |      |      |

## Известные уроженцы, жители
Юрий Викторович Нечаев (род. 1 января 1961) — мэр Горно-Алтайска с 29 сентября 2017 года работал в школе в селе Карасук: учителем c 1982 по 1985 года, с 1985 по 1987 гг. — замдиректором.

## Транспорт
Через село проходит региональная автодорога Горно-Алтайск — Верх-Бийск.